# Jérôme De Mayer
Jérôme De Mayer est un archer belge né le 18 juillet 1875 et mort le 18 août 1958.

## Biographie
Jérôme De Mayer est sacré double champion olympique par équipes au tir au berceau à 33 mètres et à 50 mètres aux Jeux olympiques d'été de 1920 se déroulant à Anvers. Il est aussi vice-champion olympique au tir au berceau à 28 mètres par équipes. 
Il est le beau-père d'Oscar Kessels, qui a été président de la Fédération internationale de tir à l'arc de 1957 à 1961.